# Elisabet Llargués
Elisabet Llargués (Barcelona, 23 de octubre de 1980) es una deportista española que compite en vela en la clase Europe.
Ganó dos medallas en el Campeonato Mundial de Europe, oro en 2010 y bronce en 2019, y una medalla de bronce en el Campeonato Europeo de Europe de 2007.

## Palmarés internacional
| \| Campeonato Mundial \| Campeonato Mundial \| Campeonato Mundial \| Campeonato Mundial \| \| Año \| Lugar \| Medalla \| Clase \| \| ------------------ \| ---------------------- \| ------------------ \| ------------------ \| \| 2010 \| Arkösund ( Suecia) \| Medalla de oro \| Europe \| \| 2019 \| Puerto Balís ( España) \| Medalla de bronce \| Europe \| \| Campeonato Europeo \| \| \| \| \| Año \| Lugar \| Medalla \| Clase \| \| 2007 \| La Escala ( España) \| Medalla de bronce \| Europe \| |                        |                   |        |
| Campeonato Mundial |                        |                   |        |
| Año | Lugar                  | Medalla           | Clase  |
| 2010 | Arkösund ( Suecia)     | Medalla de oro    | Europe |
| 2019 | Puerto Balís ( España) | Medalla de bronce | Europe |
| Campeonato Europeo |                        |                   |        |
| Año | Lugar                  | Medalla           | Clase  |
| 2007 | La Escala ( España)    | Medalla de bronce | Europe |